# مرحبا بصحابي (مسلسل)
مرحبا بصحابي هي سلسلة فكاهية مغربية من إخراج علي الطاهري وإنتاج قناة الأولى المغربية سنة 2016. من بطولة: فاطمة وشاي، صلاح الدين بنموسى، نعيمة إلياس، المحجوب الراجي، مصطفى الزعري.

## القصة
المسلسل يروي حكاية المتقاعدين في قالب كوميدي ساخر، ويعرض قصة أربعة متقاعدين يجمعهم القدر في مكان واحد، منهم المتقاعد العازب والأب الحنون والزوج النكدي، ورب أسرة يقع ضحية نصب واحتيال.